# Film di mostri

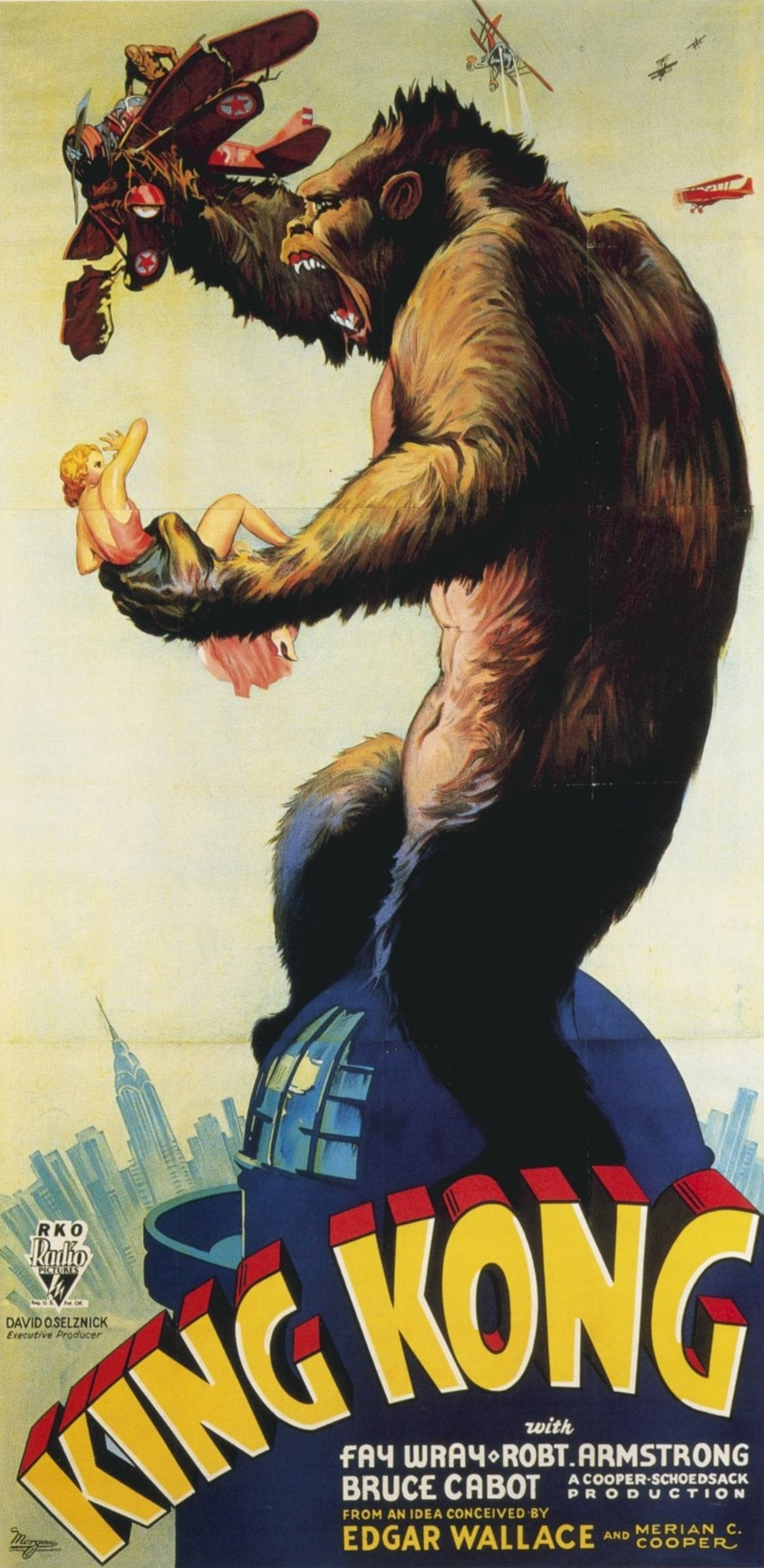
King Kong, una delle icone del cinema dei mostri, raffigurato in una locandina del primo film che lo vede comparire.

Il film di mostri (anche noto con il nome inglese monster movie) è un genere cinematografico incentrato su personaggi immaginari genericamente mostruosi e di varia origine o provenienza.

## Storia

### Origini
Un film di mostri tende più spesso a rientrare nel cinema fantascientifico o nell'horror fantascientifico, più che nel fantastico. La prima opera del genere è senza dubbio Il Golem (1915) di Paul Wegener: in questo caso il mostro è una gigantesca statua d'argilla che prende vita e semina distruzione, rientrando perfettamente nei criteri del genere.
Seguendo le orme del cinema espressionista tedesco, spesso anche Nosferatu il vampiro di Friedrich Wilhelm Murnau è fatto rientrare tra i film di mostri, nonostante la trama e l'antagonista.
La trama, i personaggi e gli effetti speciali de Il mondo perduto (1925, regia di Harry Hoyt) sono stati la base e l'ispirazione per molti film di mostri prodotti nei decenni successivi. Un film molto voluto ma mai realizzato è Creation: se prodotto sarebbe stato il primo kolossal del genere.
Pur non essendo sempre classificati come "film di mostri", Dracula (1931), Frankenstein (1931), La mummia (1932) e L'uomo invisibile (1933) sono comunemente identificati come i precursori del genere.
Il 1933 è l'anno di King Kong, destinato a diventare capostipite di una generazione cinematografica di minore fortuna, icona del cinema classico dei mostri e, con gli anni, anche un'importante figura nella cultura di massa. Il film è generalmente indicato come una pietra miliare della storia del cinema.
Negli anni successivi l'interesse per il genere è sempre più scemato, rimanendo abbastanza popolare solo in Giappone e paesi contigui accomunati dalla stessa tradizione culturale e folcloristica.

### In Giappone

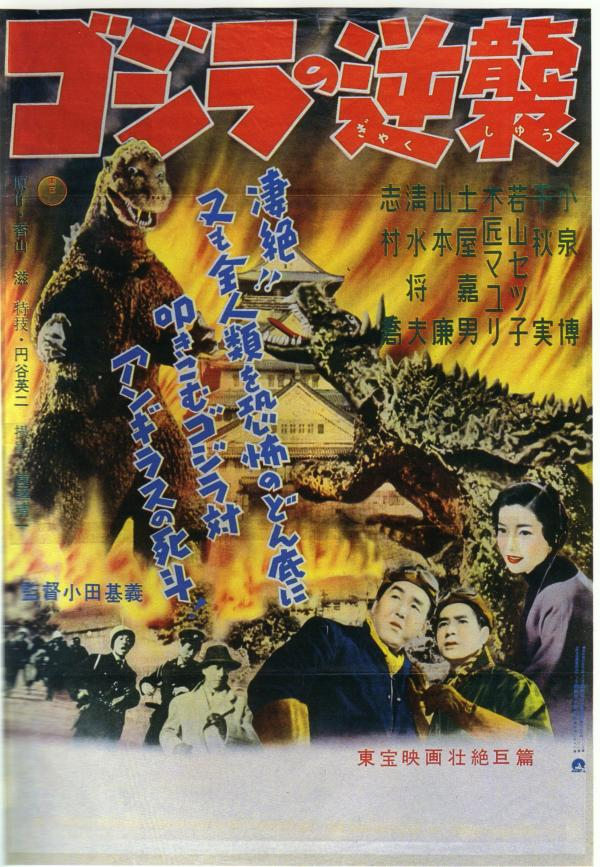
Locandina giapponese di Il re dei mostri (1955)

Il genere è molto famoso in Giappone. Grazie a un forte folklore popolare riguardante creature mostruose di mare e terra, molti sceneggiatori sono riusciti a trarne storie lucrose per il cinema fantascientifico in madre patria.
Già dagli anni cinquanta, epoca d'oro del genere sia in Occidente che qui, il genere viene indicato come Kaiju eiga ("film di mostri giganti"). I film avevano come protagonisti i kaijū e i kayjin, ovvero "mostri umanoidi" e daikaiju, cioè "mostri giganti". Il capostipite dei kaiju è Gojira (Godzilla in Occidente), protagonista dell'omonimo film del 1954 della Toho Company Ltd.